# Bart Goor
Bart Goor, belgijski nogometaš, * 9. april 1973, Neerpelt, Belgija.